# Service secret de l'air
Pour plus de détails, voir Fiche technique et Distribution.
Service secret de l'air (Secret Service of the Air) est un film d'espionnage américain  en noir et blanc réalisé par Noel M. Smith, sorti en 1939.

## Synopsis
Un agent des services secrets en civil tombe sur un réseau de contrebande transportant illégalement des Mexicains aux États-Unis par voie aérienne...

## Fiche technique
- Titre : Service secret de l'air
- Titre original : Secret Service of the Air
- Réalisation : Noel M. Smith
- Scénario : Raymond L. Schrock, W. H. Moran
- Producteur : Jack L. Warner, Hal B. Wallis
- Société de production et de distribution : Warner Bros. Pictures
- Photographie : Ted D. McCord, Arthur Edeson
- Montage : Doug Gould
- Musique : Bernhard Kaun, Max Steiner
- Son : Dolph Thomas
- Direction artistique : Ted Smith
- Lieu de tournage : aéroport de Glendale (Los Angeles)
- Pays de production : États-Unis
- Format : noir et blanc - 35 mm - 1,37:1 - son : Mono
- Genre : Aventure et espionnage
- Durée : 61 min
- Dates de sortie :
  - États-Unis : 4 mars 1939
  - France : 28 juin 1939

## Distribution
- Ronald Reagan : Lieut. "Brass" Bancroft
- John Litel : Tom Saxby
- Ila Rhodes : Pamela Schuyler
- James Stephenson : Jim Cameron
- Eddie Foy Jr. : "Gabby" Watters
- Rosella Towne : Zelma Warren
- Larry Williams : Dick Wayne
- John Ridgely : Joe LeRoy
- Anthony Averill : Hafer
- Bernard Nedell : Earl "Ace" Hemrich
- Frank M. Thomas : Doc
- Joe Cunningham : Agent Dawson
- Morgan Conway : Edward V. Powell
- John Harron : Agent Cliff Durell
- Herbert Rawlinson : Amiral A.C. Schuyler